# 464 هـ
464 هـ هي سنة في التقويم الهجري امتدت مقابلةً في التقويم الميلادي بين سنتي 1071 و1072.

## أحداث
- زواج ولي عهد الخلافة الإسلامية المقتدي بابنة ألب أرسلان

## مواليد
- ابن زهر
- مجبر الصقلي
- ابن القلانسي

## وفيات
- المنصور يحيى بن الأفطس
- زينب بنت إسحاق النفزاوية